# Rough Harvest
Rough Harvest è un album discografico in studio del cantante statunitense John Mellencamp, pubblicato nel 1999. 
Si tratta di una raccolta di brani acustici o riarrangiati e cover.

## Tracce
1. Love and Happiness (John Mellencamp) - 3:37
2. In My Time of Dying (tradizionale) - 3:03
3. Between a Laugh and a Tear (Mellencamp) - 2:53
4. Human Wheels (Mellencamp, George Green) - 5:15
5. Rain on the Scarecrow (Mellencamp, Green) - 3:18
6. Farewell, Angelina (Bob Dylan) - 4:36
7. Key West Intermezzo (I Saw You First) (Mellencamp, Green) - 4:34
8. Jackie Brown (Mellencamp) - 3:50
9. When Jesus Left Birmingham (Mellencamp) - 3:35
10. The Full Catastrophe (Mellencamp) - 3:17
11. Minutes to Memories (Mellencamp, Green) - 4:29
12. Under the Boardwalk (Resnick, Kenny Young) - 3:57
13. Wild Night (Live) (Van Morrison) - 3:37